# Conceição do Jacuípe
Conceição do Jacuípe is een gemeente in de Braziliaanse deelstaat Bahia. De gemeente telt 28.769 inwoners (schatting 2009).

## Aangrenzende gemeenten
De gemeente grenst aan Amélia Rodrigues, Coração de Maria, Feira de Santana, Santo Amaro, Teodoro Sampaio en Terra Nova.

## Verkeer en vervoer
De plaats ligt aan de noord-zuidlopende weg BR-101 tussen Touros en São José do Norte. Daarnaast ligt ze aan de wegen BR-324, BA-084, BA-509 en BA-516.